# 科然卡 (奧拉季夫區)
49°18′0″N 29°16′43″E / 49.30000°N 29.27861°E
科然卡（烏克蘭語：Кожанка），是烏克蘭的村落，位於該國西南部文尼察州，由文尼察區負責管轄，始建於1780年，面積2.32平方公里，海拔高度253米，2001年人口604，人口密度每平方公里260.68人。